# Galaxy Tobacco
Galaxy Tobacco (fosta Societate Națională Tutunul Românesc - SNTR) este o companie producătoare de țigări din România.
A fost înființată prin Decretul monopolului statului asupra tutunului, de către domnitorul Alexandru Ioan Cuza, și face parte din primele stabilimente industriale din România.
Interagro a fost desemnată la începutul anului 2000 câștigătoarea licitației de privatizare a SNTR organizată de Ministerul Agriculturii, dar în urma unui litigiu, compania de țigarete a revenit în proprietatea statului, iar procesul de privatizare a fost reluat.
În 2004, compania CTS a cumpărat pachetul majoritar al Galaxy Tobacco, Interagro rămânând cu sub 1% din acțiuni.
În urma majorării de capital, Niculae deține în prezent (octombrie 2009) 53,8% din acțiuni, CTS Tobacco Limited, 24,6%, iar CTS Italia 21,6%.